# Sudamericano Juvenil B de Rugby 2012
El Sudamericano Juvenil B de Rugby del 2012 fue la quinta edición del torneo de rugby y se celebró paralelamente al Sudamericano de mayores, ambos torneos fueron organizados por la Confederación Sudamericana (CONSUR) y la Federación Venezolana (FVR).
Se trató de un cuadrangular con las selecciones de menores de 18 años del nivel B afiliadas a la CONSUR y llevado a cabo por primera vez en Venezuela. Los 6 partidos se disputaron en el Polideportivo Arístides Pineda de la Universidad de Carabobo, en Valencia los días 8, 11 y 14 de setiembre.

## Equipos participantes
- Selección juvenil de rugby de Brasil (Tupís M18)
- Selección juvenil de rugby de Colombia (Tucanes M18)
- Selección juvenil de rugby de Perú (Tumis M18)
- Selección juvenil de rugby de Venezuela (Orquídeas M18)

## Posiciones[1]
| Pos. | Equipo    | Encuentros | Encuentros | Encuentros | Encuentros | Tantos  | Tantos    | Tantos     | Puntos |
| Pos. | Equipo    | jugados    | ganados    | empatados  | perdidos   | a favor | en contra | diferencia | Puntos |
| ---- | --------- | ---------- | ---------- | ---------- | ---------- | ------- | --------- | ---------- | ------ |
| 1    | Brasil    | 3          | 3          | 0          | 0          | 181     | 8         | + 173      | 9      |
| 2    | Colombia  | 3          | 2          | 0          | 1          | 89      | 37        | + 52       | 6      |
| 3    | Venezuela | 3          | 1          | 0          | 2          | 29      | 94        | - 65       | 3      |
| 4    | Perú      | 3          | 0          | 0          | 3          | 16      | 176       | - 160      | 0      |

Nota: Se otorgan 3 puntos al equipo que gane un partido, 1 al que empate y 0 al que pierda

## Resultados[2]

### Primera Fecha
| 8 de septiembre 14:00 | Brasil | 83 - 3  | Perú | Polideportivo Arístides Pineda, Valencia, Venezuela |                                      |
|                       |        | Reporte |      | Árbitro(s): Jean Paul Casanova Chile                | Árbitro(s): Jean Paul Casanova Chile |

| 8 de septiembre 16:00 | Colombia | 12 - 8  | Venezuela | Polideportivo Arístides Pineda, Valencia, Venezuela |                                       |
|                       |          | Reporte |           | Árbitro(s): Alejandro Longres Uruguay               | Árbitro(s): Alejandro Longres Uruguay |

### Segunda Fecha[3]
| 11 de septiembre 14:15 | Colombia | 72 - 0  | Perú | Polideportivo Arístides Pineda, Valencia, Venezuela |                                       |
|                        |          | Reporte |      | Árbitro(s): Alejandro Longres Uruguay               | Árbitro(s): Alejandro Longres Uruguay |

| 11 de septiembre 16:00 | Brasil | 69 - 0  | Venezuela | Polideportivo Arístides Pineda, Valencia, Venezuela |                                      |
|                        |        | Reporte |           | Árbitro(s): Jean Paul Casanova Chile                | Árbitro(s): Jean Paul Casanova Chile |

### Tercera Fecha
| 14 de septiembre 14:00 | Venezuela | 21 - 13 | Perú | Polideportivo Arístides Pineda, Valencia, Venezuela |                                  |
|                        |           | Reporte |      | Árbitro(s): Martín Lugo Paraguay                    | Árbitro(s): Martín Lugo Paraguay |

| 14 de septiembre 16:00 | Brasil | 29 - 5  | Colombia | Polideportivo Arístides Pineda, Valencia, Venezuela |                                     |
|                        |        | Reporte |          | Árbitro(s): Matías Fresia Argentina                 | Árbitro(s): Matías Fresia Argentina |

| Bandera de Brasil |
| Campeón Brasil    |
| Segundo título    |